# Hans Gerhard Creutzfeldt

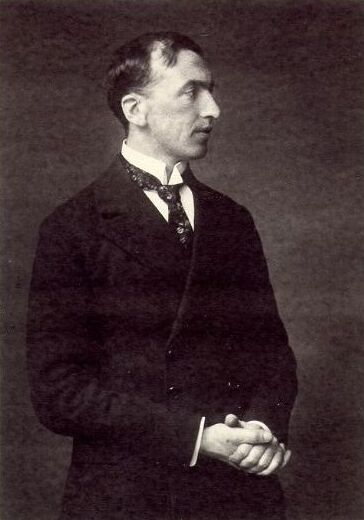
Hans Gerhard Creutzfeldt

Hans Gerhard Creutzfeldt (Harburg, 2 juni 1885 – München, 30 december 1964) was een Duits neuropatholoog. 
Creutzfeldt is vooral bekend geworden door de mede naar hem genoemde ziekte van Creutzfeldt-Jakob.
Hans Creutzfeldt werd geboren als oudste zoon van een arts.  Hij promoveerde in 1909 op de pathologische anatomie van de hypofyse. In 1921 publiceerde hij over een door hem gevonden bijzondere afwijking. Omdat een soortgelijk geval door Alfons Maria Jakob ook al was beschreven, noemde zijn hoogleraar de ziekte naar beiden.
De Tweede Wereldoorlog was voor Creutzfeldt een bijzonder moeilijke periode vanwege de gewoonte van het naziregime om korte metten te maken met psychiatrische patiënten. Na de oorlog werd hij de eerste rector van de heropgerichte Universiteit van Kiel. Het was een huldebetoon aan de persoonlijke integriteit van Creutzfeldt die steeds het belang van zijn patiënten boven zijn eigen belang had gesteld.
Creutzfeldt was gehuwd met Clara Sombart, een dochter van Werner Sombart. Hij overleed op 79-jarige leeftijd.
- Gemeinsame Normdatei: 116726415
- International Standard Name Identifier: 0000 0000 5533 3516
- Library of Congress Control Number: no2005059300
- Nationale Bibliotheek van Tsjechië: xx0076080
- Système universitaire de documentation: 18567481X
- Virtual International Authority File: 13066029
- WorldCat: E39PBJvmM6ghCRVhkMHKqQRtKd